# Murina tenebrosa
Murina tenebrosa är en fladdermusart som beskrevs av Mizuko Yoshiyuki 1970. Murina tenebrosa ingår i släktet Murina och familjen läderlappar. IUCN kategoriserar arten globalt som akut hotad. Inga underarter finns listade i Catalogue of Life.
Exemplaret som användes för artens vetenskapliga beskrivning (holotyp) hade en kroppslängd (huvud och bål) av 50,5 mm, en svanslängd av 34,5 mm och 34,4 mm långa underarmar. Arten har i princip samma utseende som Murina ussuriensis men svansflyghuden är inte täckt av päls utan av några få hår. På ryggen och på bålens sidor förekommer mörkbrun päls och undersidans päls är ljusare brun. Även ansiktet är täckt av glest fördelade hår förutom de rörformiga näsborrarna som är nakna. Murina tenebrosa har ett större kranium jämförd med Murina ussuriensis.
Denna fladdermus är bara känd från den japanska ögruppen Tsushima som ligger söder om Sydkorea. Individer som hittades på en mindre ö i samma region tillhör troligen denna art. Murina tenebrosa upptäcktes i en grotta. På Tsushima hittades inga fler individer efter 1960-talet. Därför befaras att arten är utdöd.